# Chích chân xám
Phylloscopus tenellipes là một loài chim trong họ Phylloscopidae.